# Hermann Contract
Saint Hermann Contract ou Hermann de Reichenau, ou encore Hermannus Contractus en latin, né le 18 juillet 1013 au château d'Altshausen, et mort le 24 septembre 1054, est un moine, écolâtre, savant et hymnographe de l'abbaye de Reichenau où il passa sa vie entière. Il aurait composé l’Alma Redemptoris Mater, le Salve Regina et peut-être l’Ave Regina. Il développa sa propre notation de musique, traita d'astronomie et de chronométrie et écrivit une chronique excellente et de grande précision. Il est honoré comme bienheureux par l'Église catholique romaine et liturgiquement commémoré le 24 septembre.
Fils du comte d'Altshausen et paralysé depuis son enfance Hermann était surnommé le Contrefait ou, en latin, Contractus. On doit à son élève Berthold une courte Vita d'Hermann de Reichenau.

## Biographie
Hermann était le fils du comte Wolverad II von Altshausen, appartenant à une famille noble de Souabe, les comtes d'Altshausen-Veringen (de). Il souffrait depuis sa naissance d'une paralysie spastique générale, et pour cette raison n'apprit jamais à marcher et avait beaucoup de peine à parler d'une façon compréhensible et à lire ; ses infirmités lui valurent le surnom de contractus. À l'âge de sept ans, en septembre 1020, il vint au monastère de Reichenau, sur le lac de Constance. C’est là qu’il prononça ses vœux monastiques, en 1043, et qu’il passa probablement toute sa vie, exerçant les fonctions d'écolâtre, or, comme sa volonté de fer surmontait tous les obstacles, il ne fallut pas longtemps pour que ses réalisations brillantes fissent de lui une lumière qui resplendissait dans les branches les plus diverses du savoir, comprenant, outre la théologie, les mathématiques, l'astronomie, la musique, le latin, le grec et les langues arabes ; les étudiants affluaient vers lui de partout, attirés non seulement par la renommée de son savoir, mais aussi par ses vertus monastiques et sa personnalité attachante.

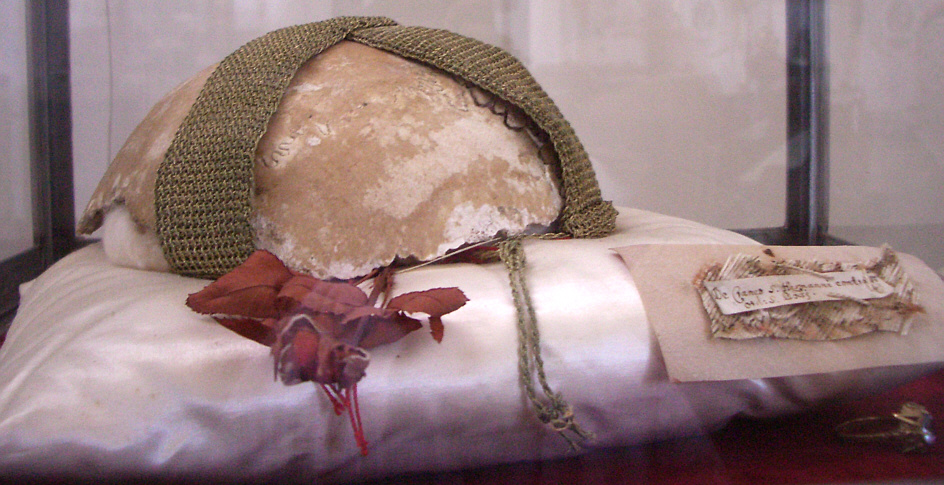
Relique du Bx Hermann Contract à Altshausen.

C'est sans doute à lui qu'on doit la répartition des heures en minutes (probablement pour ses observations astronomiques). Il joua de son temps un rôle essentiel dans la transmission des connaissances mathématiques et astronomiques qui jusque-là venaient exclusivement des Arabes ; c'est ainsi qu'il inventa le terme astronomique « Almicantarat » pour désigner un cercle parallèle à l'horizon sur la sphère céleste. Il inventa un astrolabe, une machine à calculer, divers instruments de musique. Sur le plan artistique, il se distinguait comme compositeur et poète. Vers l'âge de 30 ans, il prononça ses vœux monastiques. Il mourut en 1054 et fut inhumé dans la tombe de famille à Altshausen.
Hermann Contract a composé plusieurs chants à la Vierge Marie. On lui attribue en particulier l'Alma Redemptoris Mater et le Salve Regina. On lui devrait aussi le Veni Sancte Spiritus.
On disait de lui qu'il était « la merveille du siècle », tandis que lui prétendait :
« Je suis le rebut des pauvres du Christ qui marche à la traîne des philosophes, plus lent d'esprit qu'un ânon. ».

## Son importance
Sa chronique est une source essentielle pour l'histoire du milieu du XIe siècle. Compte tenu de ses conditions de vie difficiles, on ne saurait sous-estimer son mérite d’être monté si haut dans le savoir et d’avoir poursuivi activement ses recherches. Même si, du point de vue de l’histoire des sciences, on ne saurait voir en lui le prodige de l'époque, il ne compte pas moins parmi les savants éminents de son temps, et le médiéviste Arno Borst (de) admire l’universalité de ses connaissances, alors que ses apports propres ont eu du mal à s’imposer. Sa véritable importance réside surtout dans son rôle de compilateur, c'est-à-dire qu’il a rendu accessible la connaissance déjà disponible en la présentant de façon intelligente et claire.

## Différents noms
- En latin : Hermannus Contractus Augiensis ("Heriman le Paralysé de Reichenau")
- En allemand : Hermann von Reichenau, Hermann der Lahme ("le Boiteux"), Hermann von Altshausen.
- En français : Hermann ou Hermann le Contrefait, le bienheureux Hermann, Hermann de Reichenau.
- En anglais : Herman Contractus, Herman the Cripple, Herman of Reichenau, Hermann of Reichenau, Blessed Hermann of Reichenau.

## Liste de ses œuvres

### Historiographie
- "Chronique" (Chronicon). Cette chronique va de la naissance du Christ jusqu'à l'année 1054. Elle a été continuée par son élève Berthold de Reichenau jusqu'à l'an 1080. On peut la consulter en ligne.
- "Vies des empereurs Conrad et Henri" (Gesta Chuoradi et Heinrici imperatorum). Il s'agit en fait de simples additions à la "Vie de Conrad" (Gesta Chuoradi) composée par le prêtre Wipon (Wipo Presbyter).

### Musique et musicologie
- "Traité sur la Musique" (De musica). On peut le consulter en ligne.
- "Séquences" : "Séquence de la Sainte Vierge" (Sequentia de beata Maria virgine)[5] ; "Grates honos hierarchia"; "Rex regum Dei Agne"; "Benedictio trinae unitati"[6] ; "Exurgat totus almiphonus".
- Antiennes : les célébrissimes antiennes Alma Redemptoris Mater et Salve Regina lui sont souvent attribuées.

### Histoire
Afra-Officium, éd. Brambach, 1892.
"Andere, wahrscheinlich nicht mehr erhaltene, laut der Vita eines Schülers, Berthold" ("D'autres, qui ne sont probablement plus conservées, selon la Vita d'un élève, Berthold").

### Astronomie et mathématiques
- "Traité de la mesure au moyen de l'astrolabe" (Liber de mensura astrolabii), révision d'un œuvre de Gerbert d'Aurillac.
- "Traité en deux parties sur l'utilisation de l'astrolabe" (De utilitatibus astrolabii libri duo). Seul le premier chapitre paraît être d'Hermann.
- "Traité du mois lunaire" (De mense lunari, où la durée de ce mois est évaluée à 29 jours, 12 heures et 29 minutes)[7].
- "De la composition des horloges" (De horlogiorum compositione): il n'en subsiste qu'un fragment[8].
- "Règles pour le calcul chronologique" (Regulae in computum).
- "Traité du Jeu de Pythagore appelé Aritmomachie"(De conflictu arithmimachiae)[9].
- "Comment faire des multiplications avec un abaque" (Qualiter multiplicationes fiant in abaco)[10].
- "Traité sur la Géométrie" (De geometria).

### Poésie
- "Poème (didactique) sur les huit principaux vices (Carmen de octo vitiis principalibus)[11].
- "Vers en guise d'épitaphe pour sa mère" (versus pro epitaphio matris suae), inséré dans sa Chronique.
- "Martyrologe (Martyrologium)[12].

## Études sur Hermann de Reichenau
- Dictionnaire de patrologie - Paul Belouino - A.Sevestre - Migne - 1854 - lire en ligne sur Gallica
- Prions en Église - Éditions Bayard - N° 261 - page 19.
- Isabelle Draelants, « Hermann de Reichenau, chroniqueur, poète, astronome, mathématicien », in Dictionnaire d'histoire et de géographie ecclésiastiques, Louvain-la-Neuve - Paris, 1990.